# Marland Oil Company
De Marland Oil Company was een Amerikaans aardoliebedrijf dat onder die naam bestond van 1921 tot 1928.

## Geschiedenis

### 101 Ranch Oil Company
Oprichter Ernest Marland was advocaat van opleiding, maar raakte geïnteresseerd in geologie en kwam in 1908 naar Oklahoma om naar aardolie te zoeken. Samen met lokale investeerders richtte hij er de 101 Ranch Oil Company. In 1911 vonden ze olie op het domein van de bekende 101 Ranch. Het bedrijf richtte zich op de productie van aardgas.

### Marland Refining Company
Marland wilde dat het bedrijf naast boren ook zou instaan voor de opslag, het transport, de raffinage en de distributie van olie en richtte in 1917 de Marland Refining Company op, waarin de 101 Ranche Oil Company opging. In de volgende jaren breidde deze onderneming haar activiteiten uit tot buiten de grenzen van de staat Oklahoma. Tegen 1919 boorde ze ook al naar aardolie in Mexico.

### Marland Oil Company
Begin 1921 werd dan de Marland Oil Company opgericht, waarin Marland al zijn oliewerkzaamheden onderbracht. Het hoofdkantoor kwam in Ponca City, nabij de 101 Ranch en op de plek waar ook de raffinaderij van het bedrijf was gelegen. Marland bleef sterk groeien, onder meer door vele kleine sectorgenoten over te nemen. In 1920 werd een eerste tankstation geopend in Pawhuska. Ook die nieuwe activiteit groeide van dan af snel. De onderneming groeide uit tot een van de grootste olieproducenten ter wereld en had naar schatting 10% van de wereldproductie in handen.

### Conoco
Om de groei te blijven bekostigen, ging Marland in 1923 in zee met zakenbank J. P. Morgan uit New York. Tegen 1926 bezat Marland een keten van meer dan 600 tankstations in zeven Amerikaanse staten. Intussen kreeg J. P. Morgan steeds meer vat op het bedrijf. Toen er in 1928 een terugval was in de olie-industrie, nam de bank de controle over Marland over. Ernest Marland werd aan de kant geschoven en het bedrijf afgeslankt en samengevoegd met de Continental Oil Company tot Conoco, thans ConocoPhillips. Daarmee verdween de naam Marland. Conoco nam wel het logo van Marland, een rode driehoek, over.

## Werknemers
Marland stond bekend als een uitzonderlijk genereuze werkgever. Het bedrijf betaalde boven de gangbare norm, bood gratis gezondheidszorg, verzekeringen en goedkope leningen voor door het bedrijf gebouwde huizen. Verder doneerde Marland gul aan lokale hulpprojecten en sponsorde hij evenementen voor zijn personeel en het publiek.